# Pycnosiphorus caelatus
Pycnosiphorus caelatus es una especie de coleóptero de la familia Lucanidae.

## Distribución geográfica
Habita en Chile.